# 紐漢區
紐咸區（英語：London Borough of Newham，i/ˈnjuːəm/）是英國英格蘭大倫敦的自治市，人口248,400，面積36.22平方公里。位於倫敦市以東5（3英里）。紐漢區是內倫敦的一部分。

## 歷史
1965年，大倫敦創立，並將倫敦周邊數個郡的部分土地納入大倫敦範圍。原本屬於埃塞克斯郡的韋斯咸和伊斯咸被納入大倫敦，並合併為紐咸區。
倫敦舉辦2012年夏季奧林匹克運動會，主場館選址與於區內的史特拉福，令紐漢區大規模翻新。碼頭區輕便鐵路於區内興建了支線，同時史特拉福火車站亦進行了升級工程，令史特拉福成為東倫敦的新交通樞紐。

## 人口
紐咸區是全英國最多種族的區域。人口約三十萬，其中四成是亞裔、三成是白人、三成是其他種族。紐咸區是全倫敦白人比例最低的地方，同時是全英國穆斯林比例第二多的地方，僅次於塔村區。

## 政治
紐漢自1965年設區，工黨一直是紐漢區議會的執政黨。自2010年始，工黨更奪得全部紐漢區議會議席，一黨執政。

## 外部連結
- （英文） 紐漢區政府網站 （页面存档备份，存于）

51°31′N 0°02′E / 51.517°N 0.033°E